# Sittelle du Cachemire
Sitta cashmirensis
Espèce
Statut de conservation UICN

 LC  : Préoccupation mineure
La Sittelle du Cachemire (Sitta cashmirensis) est une espèce d'oiseaux de la famille des Sittidae.

## Répartition
Cette espèce vit dans le centre-Sud de l'Indomalais (de l'Est de l'Afghanistan à l'Ouest du Népal).

## Taxinomie
Selon le Congrès ornithologique international et Alan P. Peterson, aucune sous-espèce n'est distinguée,.